# Crazy Love Tour
Crazy Love Tour fue la cuarta gira de conciertos del cantante canadiense Michael Bublé. La gira fue en apoyo de su sexto álbum de estudio, Crazy Love. Visitando América, Europa, Australia, Asia y África, la gira ha tocado para más de un millón de espectadores en casi 21 países. La gira recibió elogios notables tanto de críticos musicales como de críticos del espectáculo. En 2010, Pollstar anunció que la gira se convirtió en la sexta gira más taquillera del mundo, ganando más de $100 millones con 99 espectáculos agotados. Además, fue la cuarta gira de mayor recaudación en Norteamérica, con más de $60 millones de ingresos con 50 espectáculos vendidos. La gira ocupó el puesto número 16 en el "Top 50 Worldwide Tour (Mid-Year)" de Pollstar, con más de 30 millones de dólares en 2011. A finales de 2011, la gira se ubicó en el undécimo lugar en el "Top 25 Tours" anual de Billboard, recaudando aproximadamente $50 millones con 57 shows durante 2011.

## Antecedentes y desarrollo
La gira se anunció oficialmente en noviembre de 2009. Al describir la gira, Bublé declaró: "El espectáculo será bombástico, cinematográfico y al mismo tiempo una experiencia muy íntima. Estoy ansioso por volver a ir de gira y, por supuesto, para ver a mis fanáticos. Los he extrañado". Durante una entrevista con The Scotsman, Bublé comentó sobre cómo la gira no era una típica revista de Las Vegas. El cantante no quería confiar en crear un "espectáculo" para crear una actuación agradable. Bublé sintió que las voces eran importantes y todo lo demás era una ventaja. La gira marca el segundo esfuerzo de Bublé para agotar arenas en Norteamérica y Europa. Bublé quería crear un espectáculo íntimo con estilo de teatro en el escenario de las arenas, haciendo que el espectáculo fuera cálido y acogedor. Los ensayos de producción se llevaron a cabo en el Jacksonville Veterans Memorial Arena en Jacksonville, Florida, del 26 de febrero de 2010 al 7 de marzo de 2010. La gira comenzó el 10 de marzo de 2010 en el Amway Arena de Orlando. La gira continuó en Europa, Australia y Asia, dando casi 150 fechas y llegando a más de un millón de espectadores.

## Actos de apertura
- Naturally 7[7]

## Lista de canciones
| Setlist I: Marzo a noviembre de 2010 |
| --- |
| 1. «Cry Me a River» 2. «All of Me» 3. «At This Moment» 4. «Mack the Knife» 5. «Everything» 6. «I've Got the World on a String» 7. «Crazy Love» 8. «Georgia on My Mind» 9. «For Once in My Life» 10. «Billie Jean» / «Twist and Shout» 11. «All I Do Is Dream of You» 12. «Home» 13. «Save the Last Dance for Me» 14. «How Sweet It Is (To Be Loved by You)» 15. «Heartache Tonight» 16. «Haven't Met You Yet» Encore 1. «Feeling Good» 2. «Me and Mrs. Jones» 3. «A Song for You» |

| Setlist II: Desde noviembre de 2010 |
| --- |
| 1. «Cry Me a River» 2. «All of Me» 3. «At This Moment» 4. «Mack the Knife» 5. «Everything» 6. «I've Got the World on a String» 7. «Best of Me» 8. «Crazy Love» 9. «Georgia on My Mind» 10. «For Once in My Life» 11. «Billie Jean» / «Twist and Shout» 12. «All I Do Is Dream of You» 13. «Some Kind of Wonderful» 14. «Home» 15. «Hollywood» 16. «How Sweet It Is (To Be Loved by You)» 17. «Heartache Tonight» 18. «Haven't Met You Yet» Encore 1. «Feeling Good» 2. «Me and Mrs. Jones» 3. «A Song for You» |

## Fechas
| Fecha                      | Ciudad            | País           | Recinto                                   | Entradas vendidas / Disponibles | Recaudación |
| -------------------------- | ----------------- | -------------- | ----------------------------------------- | ------------------------------- | ----------- |
| Norteamérica - Etapa I     |                   |                |                                           |                                 |             |
| 10 de marzo de 2010        | Orlando           | Estados Unidos | Amway Arena                               | 10,972 / 10,972                 | $877,323    |
| 12 de marzo de 2010        | Sunrise           | Estados Unidos | BankAtlantic Center                       | 12,808 / 12,808                 | $1,045,323  |
| 13 de marzo de 2010        | Tampa             | Estados Unidos | Amalie Arena                              | 13,433 / 13,433                 | $1,075,956  |
| 14 de marzo de 2010        | Duluth            | Estados Unidos | Arena at Gwinnett Center                  | 9,765 / 9,765                   | $810,215    |
| 16 de marzo de 2010        | Filadelfia        | Estados Unidos | Wachovia Center                           | 14,052 / 14,052                 | $1,144,431  |
| 17 de marzo de 2019        | Pittsburgh        | Estados Unidos | Petersen Events Center                    | 8,950 / 8,950                   | $682,408    |
| 19 de marzo de 2010        | Worcester         | Estados Unidos | DCU Center                                | 10,063 / 10,063                 | $831,579    |
| 20 de marzo de 2010        | New York          | Estados Unidos | Madison Square Garden                     | 26,261 / 26,261                 | $2,918,529  |
| 23 de marzo de 2010        | Cleveland         | Estados Unidos | Wolstein Center                           | 9,812 / 9,812                   | $797,000    |
| 24 de marzo de 2010        | Cincinnati        | Estados Unidos | U.S. Bank Arena                           | 10,539 / 10,539                 | $802,326    |
| 25 de marzo de 2010        | Auburn Hills      | Estados Unidos | The Palace of Auburn Hills                | 13,230 / 13,230                 | $922,337    |
| 27 de marzo de 2010        | Rosemont          | Estados Unidos | Allstate Arena                            | 12,797 / 12,797                 | $1,112,352  |
| 28 de marzo de 2010        | Saint Paul        | Estados Unidos | Xcel Energy Center                        | 13,371 / 13,371                 | $1,059,000  |
| 30 de marzo de 2010        | Denver            | Estados Unidos | Pepsi Center                              | 9,188 / 9,188                   | $728,155    |
| 31 de marzo de 2010        | West Valley City  | Estados Unidos | E Center                                  |                                 |             |
| 2 de abril de 2010         | Portland          | Estados Unidos | Rose Garden Arena                         | 9,793 / 9,793                   | $666,890    |
| 3 de abril de 2010         | Seattle           | Estados Unidos | KeyArena                                  | 11,170 / 11,170                 | $884,580    |
| 6 de abril de 2010         | Oakland           | Estados Unidos | Oracle Arena                              | 12,031 / 12,031                 | $989,006    |
| 8 de abril de 2010         | Phoenix           | Estados Unidos | US Airways Center                         | 12,561 / 12,561                 | $992,442    |
| 9 de abril de 2010         | Los Ángeles       | Estados Unidos | Staples Center                            | 25,298 / 25,298                 | $2,217,505  |
| Europa - Etapa II          |                   |                |                                           |                                 |             |
| 6 de mayo de 2010          | Sheffield         | Reino Unido    | Sheffield Arena                           | 11,424 / 11,630                 | $898,426    |
| 8 de mayo de 2010          | Glasgow           | Reino Unido    | Scottish Exhibition and Conference Centre | 8,871 / 8,871                   | $678,980    |
| 9 de mayo de 2010          | Mánchester        | Reino Unido    | Manchester Evening News Arena             | 42,814 / 43,208                 | $3,433,340  |
| 11 de mayo de 2010         | Liverpool         | Reino Unido    | Echo Arena                                | 9,662 / 9,823                   | $757,432    |
| 12 de mayo de 2010         | Newcastle         | Reino Unido    | Metro Radio Arena                         | 19,119 / 19,334                 | $1,545,125  |
| 14 de mayo de 2010         | Birmingham        | Reino Unido    | LG Arena                                  | 12,538 / 12,919                 | $961,260    |
| 15 de mayo de 2010         | Londres           | Reino Unido    | The O2 Arena                              | 31,633 / 31,796                 | $2,586,220  |
| 16 de mayo de 2010         | Londres           | Reino Unido    | The O2 Arena                              | 31,633 / 31,796                 | $2,586,220  |
| 22 de mayo de 2010         | Verona            | Italia         | Arena de Verona                           |                                 |             |
| 23 de mayo de 2010         | Milán             | Italia         | Mediolanum Forum                          |                                 |             |
| 25 de mayo de 2010         | Múnich            | Alemania       | Olympiahalle                              |                                 |             |
| 26 de mayo de 2010         | Zúrich            | Suiza          | Hallenstadion                             |                                 |             |
| 28 de mayo de 2010         | Berlín            | Alemania       | Mercedes-Benz Arena                       |                                 |             |
| 30 de mayo de 2010         | Amberes           | Bélgica        | Sportpaleis                               | 23,601 / 24,498                 | $1,828,323  |
| 31 de mayo de 2010         | Oberhausen        | Alemania       | König Pilsener Arena                      |                                 |             |
| 1 de junio de 2010         | Hamburgo          | Alemania       | O2 World Hamburg                          | 6,794 / 9,606                   | $544,209    |
| 3 de junio de 2010         | París             | Francia        | Palais Omnisports de Paris-Bercy          | 15,740 / 20,154                 | $1,406,534  |
| Norteamérica - Etapa III   |                   |                |                                           |                                 |             |
| 22 de junio de 2010        | Tulsa             | Estados Unidos | BOK Center                                | 11,121 / 11,121                 | $837,642    |
| 23 de junio de 2010        | Wichita           | Estados Unidos | Intrust Bank Arena                        | 7,688 / 7,688                   | $577,866    |
| 25 de junio de 2010        | San Luis          | Estados Unidos | Enterprise Center                         | 11,828 / 11,828                 | $935,711    |
| 26 de junio de 2010        | Kansas City       | Estados Unidos | Sprint Center                             | 12,905 / 12,905                 | $1,010,560  |
| 27 de junio de 2010        | Omaha             | Estados Unidos | Qwest Center Omaha                        | 9,133 / 9,133                   | $731,474    |
| 29 de junio de 2010        | Indianápolis      | Estados Unidos | Conseco Fieldhouse                        | 10,636 / 10,636                 | $851,813    |
| 30 de junio de 2010        | Columbus          | Estados Unidos | Nationwide Arena                          | 11,392 / 11,392                 | $805,623    |
| 2 de julio de 2010         | Uncasville        | Estados Unidos | Mohegan Sun Arena                         | 16,015 / 16,032                 | $1,544,545  |
| 3 de julio de 2010         | Uncasville        | Estados Unidos | Mohegan Sun Arena                         | 16,015 / 16,032                 | $1,544,545  |
| 4 de julio de 2010         | Uncasville        | Estados Unidos | Mohegan Sun Arena                         | 16,015 / 16,032                 | $1,544,545  |
| 6 de julio de 2010         | Richmond          | Estados Unidos | Richmond Coliseum                         | 8,054 / 8,054                   | $625,603    |
| 7 de julio de 2010         | Norfolk           | Estados Unidos | Ted Constant Convocation Center           |                                 |             |
| 9 de julio de 2010         | Raleigh           | Estados Unidos | RBC Center                                | 10,264 / 10,264                 | $795,716    |
| 10 de julio de 2010        | Charlotte         | Estados Unidos | Time Warner Cable Arena                   | 10,163 / 10,163                 | $771,887    |
| 11 de julio de 2010        | Jacksonville      | Estados Unidos | Jacksonville Veterans Memorial Arena      | 10,720 / 10,720                 | $822,993    |
| 13 de julio de 2010        | Pensacola         | Estados Unidos | Pensacola Civic Center                    | 6,365 / 6,800                   | $468,048    |
| 14 de julio de 2010        | Nueva Orleans     | Estados Unidos | New Orleans Arena                         | 10,919 / 10,919                 | $839,780    |
| 16 de julio de 2010        | Houston           | Estados Unidos | Toyota Center                             | 12,076 / 12,076                 | $961,872    |
| 17 de julio de 2010        | San Antonio       | Estados Unidos | AT&T Center                               | 13,561 / 13,561                 | $1,016,848  |
| 18 de julio de 2010        | Dallas            | Estados Unidos | American Airlines Center                  | 13,482 / 13,482                 | $1,069,520  |
| 5 de agosto de 2010        | Montreal          | Canadá         | Centre Bell                               | 24,022 / 24,022                 | $2,443,250  |
| 6 de agosto de 2010        | Montreal          | Canadá         | Centre Bell                               | 24,022 / 24,022                 | $2,443,250  |
| 7 de agosto de 2010        | Ottawa            | Canadá         | Scotiabank Place                          |                                 |             |
| 9 de agosto de 2010        | London            | Canadá         | John Labatt Centre                        | 8,477 / 8,549                   | $835,524    |
| 10 de agosto de 2010       | Toronto           | Canadá         | Air Canada Centre                         |                                 |             |
| 11 de agosto de 2010       | Toronto           | Canadá         | Air Canada Centre                         |                                 |             |
| 13 de agosto de 2010       | Winnipeg          | Canadá         | MTS Centre                                |                                 |             |
| 14 de agosto de 2010       | Saskatoon         | Canadá         | Credit Union Centre                       |                                 |             |
| 17 de agosto de 2010       | Calgary           | Canadá         | Pengrowth Saddledome                      |                                 |             |
| 18 de agosto de 2010       | Calgary           | Canadá         | Pengrowth Saddledome                      |                                 |             |
| 20 de agosto de 2010       | Vancouver         | Canadá         | Rogers Arena                              |                                 |             |
| 21 de agosto de 2010       | Vancouver         | Canadá         | Rogers Arena                              |                                 |             |
| 24 de agosto de 2010       | Sacramento        | Estados Unidos | ARCO Arena                                | 8,743 / 8,743                   | $667,122    |
| 27 de agosto de 2010       | San Diego         | Estados Unidos | San Diego Sports Arena                    | 10,550 / 10,550                 | $827,714    |
| 28 de agosto de 2010       | Las Vegas         | Estados Unidos | MGM Grand Garden Arena                    | 13,300 / 13,300                 | $1,052,585  |
| Europa - Etapa IV          |                   |                |                                           |                                 |             |
| 24 de septiembre de 2010   | Dublín            | Irlanda        | Estadio Aviva                             | 95,895 / 100,000                | $9,971,100  |
| 25 de septiembre de 2010   | Dublín            | Irlanda        | Estadio Aviva                             | 95,895 / 100,000                | $9,971,100  |
| 27 de septiembre de 2010   | Sheffield         | Reino Unido    | Motorpoint Arena Sheffield                | 11,334 / 11,502                 | $932,280    |
| 28 de septiembre de 2010   | Newcastle         | Reino Unido    | Metro Radio Arena                         | —                               | —           |
| 30 de septiembre de 2010   | Nottingham        | Reino Unido    | Trent FM Arena                            | 7,687 / 7,951                   | $642,829    |
| 2 de octubre de 2010       | Londres           | Reino Unido    | Wembley Arena                             | 32,124 / 33,036                 | $2,944,310  |
| 3 de octubre de 2010       | Londres           | Reino Unido    | Wembley Arena                             | 32,124 / 33,036                 | $2,944,310  |
| 4 de octubre de 2010       | Londres           | Reino Unido    | Wembley Arena                             | 32,124 / 33,036                 | $2,944,310  |
| 6 de octubre de 2010       | Mánchester        | Reino Unido    | Manchester Evening News Arena             | —                               | —           |
| 7 de octubre de 2010       | Mánchester        | Reino Unido    | Manchester Evening News Arena             | —                               | —           |
| 9 de octubre de 2010       | Birmingham        | Reino Unido    | National Indoor Arena                     | 24,334 / 26,370                 | $2,005,200  |
| 10 de octubre de 2010      | Birmingham        | Reino Unido    | National Indoor Arena                     | 24,334 / 26,370                 | $2,005,200  |
| 12 de octubre de 2010      | Amberes           | Bélgica        | Sportpaleis                               | —                               | —           |
| 13 de octubre de 2010      | Hannover          | Alemania       | TUI Arena                                 | 4,207 / 10,701                  | $391,952    |
| 14 de octubre de 2010      | Colonia           | Alemania       | Lanxess Arena                             | 7,672 / 11,816                  | $607,346    |
| 16 de octubre de 2010      | Fráncfort         | Alemania       | Festhalle                                 | 7,066 / 7,683                   | $634,773    |
| 17 de octubre de 2010      | Stuttgart         | Alemania       | Porsche-Arena                             | 4,942 / 5,678                   | $461,742    |
| 27 de octubre de 2010      | París             | Francia        | Palais Omnisports de Paris-Bercy          | —                               | —           |
| 28 de octubre de 2010      | Arnhem            | Países Bajos   | Gelredome                                 | 24,313 / 24,818                 | $1,944,750  |
| 29 de octubre de 2010      | Toulouse          | Francia        | Zénith de Toulouse                        |                                 |             |
| 30 de octubre de 2010      | Barcelona         | España         | Palau Sant Jordi                          | 10,882 / 18,147                 | $676,437    |
| 31 de octubre de 2010      | Madrid            | España         | Palacio de Deportes de Madrid             | 10,195 / 11,064                 | $634,489    |
| 2 de noviembre de 2010     | Lisboa            | Portugal       | Pavilhão Atlântico                        | 24,075 / 25,728                 | $1,761,540  |
| 3 de noviembre de 2010     | Lisboa            | Portugal       | Pavilhão Atlântico                        | 24,075 / 25,728                 | $1,761,540  |
| Norteamérica - Etapa V     |                   |                |                                           |                                 |             |
| 23 de noviembre de 2010    | Hershey           | Estados Unidos | Giant Center                              | 7,581 / 8,000                   | $580,138    |
| 24 de noviembre de 2010    | Filadelfia        | Estados Unidos | Wells Fargo Center                        | 10,209 / 11,800                 | $834,876    |
| 26 de noviembre de 2010    | Newark            | Estados Unidos | Prudential Center                         | 12,076 / 12,076                 | $1,030,196  |
| 27 de noviembre de 2010    | Boston            | Estados Unidos | TD Garden                                 | 12,227 / 12,227                 | $1,037,383  |
| 28 de noviembre de 2010    | New York          | Estados Unidos | Madison Square Garden                     | —                               | —           |
| 30 de noviembre de 2010    | Washington D. C.  | Estados Unidos | Verizon Center                            | 10,793 / 11,600                 | $917,735    |
| 1 de diciembre de 2010     | Búfalo            | Estados Unidos | HSBC Arena                                | 11,308 / 11,308                 | $879,915    |
| 3 de diciembre de 2010     | Grand Rapids      | Estados Unidos | Van Andel Arena                           | 10,460 / 10,460                 | $790,473    |
| 4 de diciembre de 2010     | Rosemont          | Estados Unidos | Allstate Arena                            |                                 |             |
| 5 de diciembre de 2010     | Nashville         | Estados Unidos | Bridgestone Arena                         | 10,182 / 10,182                 | $787,624    |
| 7 de diciembre de 2010     | North Little Rock | Estados Unidos | Verizon Arena                             | 6,216 / 6,750                   | $371,186    |
| 8 de diciembre de 2010     | Oklahoma City     | Estados Unidos | Oklahoma City Arena                       | 8,004 / 8,004                   | $643,340    |
| 11 de diciembre de 2010    | Anaheim           | Estados Unidos | Honda Center                              | 11,666 / 11,666                 | $1,030,156  |
| 13 de diciembre de 2010    | Los Ángeles       | Estados Unidos | Staples Center                            | —                               | —           |
| Oceanía - Etapa VI         |                   |                |                                           |                                 |             |
| 11 de febrero de 2011      | Brisbane          | Australia      | Brisbane Entertainment Centre             | 19,668 / 19,668                 | $2,257,180  |
| 12 de febrero de 2011      | Brisbane          | Australia      | Brisbane Entertainment Centre             | 19,668 / 19,668                 | $2,257,180  |
| 14 de febrero de 2011      | Sídney            | Australia      | Acer Arena                                | 39,385 / 39,385                 | $4,674,100  |
| 15 de febrero de 2011      | Sídney            | Australia      | Acer Arena                                | 39,385 / 39,385                 | $4,674,100  |
| 17 de febrero de 2011      | Sídney            | Australia      | Acer Arena                                | 39,385 / 39,385                 | $4,674,100  |
| 19 de febrero de 2011      | Sídney            | Australia      | Centro de Entretenimiento de Sídney       | 9,849 / 9,849                   | $1,167,740  |
| 22 de febrero de 2011      | Melbourne         | Australia      | Rod Laver Arena                           | 44,171 / 45,468                 | $4,880,720  |
| 23 de febrero de 2011      | Melbourne         | Australia      | Rod Laver Arena                           | 44,171 / 45,468                 | $4,880,720  |
| 25 de febrero de 2011      | Melbourne         | Australia      | Rod Laver Arena                           | 44,171 / 45,468                 | $4,880,720  |
| 26 de febrero de 2011      | Melbourne         | Australia      | Rod Laver Arena                           | 44,171 / 45,468                 | $4,880,720  |
| 28 de febrero de 2011      | Adelaida          | Australia      | Adelaide Entertainment Centre             | 14,750 / 14,750                 | $1,795,800  |
| 1 de marzo de 2011         | Adelaida          | Australia      | Adelaide Entertainment Centre             | 14,750 / 14,750                 | $1,795,800  |
| 4 de marzo de 2011         | Perth             | Australia      | Sandalford Wines                          | 20,300 / 20,300                 | $3,724,440  |
| 5 de marzo de 2011         | Perth             | Australia      | Sandalford Wines                          | 20,300 / 20,300                 | $3,724,440  |
| 6 de marzo de 2011         | Margaret River    | Australia      | Sandalford Margaret River                 | 10,069 / 10,069                 | $1,835,580  |
| Asia - Etapa VI            |                   |                |                                           |                                 |             |
| 9 de marzo de 2011         | Kallang           | Singapur       | Estadio Cubierto de Singapur              | 8,376 / 8,376                   | $1,252,040  |
| 11 de marzo de 2011        | Wan Chai          | Hong Kong      | Centro de convenciones de Hong Kong       | 6,613 / 6,613                   | $981,666    |
| 13 de marzo de 2011        | Shah Alam         | Malasia        | Stadium Melawati                          |                                 |             |
| Norteamérica - Etapa VII   |                   |                |                                           |                                 |             |
| 1 de junio de 2011         | Austin            | Estados Unidos | Frank Erwin Center                        | 8,371 / 9,000                   | $643,613    |
| 3 de junio de 2011         | Memphis           | Estados Unidos | FedExForum                                | 6,228 / 6,500                   | $428,398    |
| 4 de junio de 2011         | Louisville        | Estados Unidos | KFC Yum! Center                           | 7,494 / 8,600                   | $550,479    |
| 5 de junio de 2011         | Milwaukee         | Estados Unidos | Bradley Center                            | 7,764 / 8,750                   | $583,258    |
| 7 de junio de 2011         | Toledo            | Estados Unidos | Huntington Center                         | 7,293 / 7,293                   | $523,089    |
| 8 de junio de 2011         | Wilkes-Barre      | Estados Unidos | Mohegan Sun Arena                         | 6,531 / 7,000                   | $469,961    |
| 10 de junio de 2011        | Pittsburgh        | Estados Unidos | Consol Energy Center                      | 8,831 / 9,200                   | $687,895    |
| 11 de junio de 2011        | Atlantic City     | Estados Unidos | Boardwalk Hall                            | 10,950 / 10,950                 | $844,807    |
| 12 de junio de 2011        | Providence        | Estados Unidos | Dunkin' Donuts Center                     | 7,359 / 8,000                   | $569,383    |
| 14 de junio de 2011        | Uncasville        | Estados Unidos | Mohegan Sun Arena                         | 6,028 / 8,090                   | $591,535    |
| 16 de junio de 2011        | Uncasville        | Estados Unidos | Mohegan Sun Arena                         | 6,028 / 8,090                   | $591,535    |
| 17 de junio de 2011        | Mánchester        | Estados Unidos | Verizon Wireless Arena                    | 7,278 / 7,800                   | $578,120    |
| 18 de junio de 2011        | Albany            | Estados Unidos | Times Union Center                        | 7,904 / 7,904                   | $602,293    |
| 21 de junio de 2011        | Springfield       | Estados Unidos | JQH Arena                                 | 7,551 / 7,551                   | $539,374    |
| 23 de junio de 2011        | Des Moines        | Estados Unidos | Wells Fargo Arena                         | 7,342 / 7,600                   | $515,506    |
| 24 de junio de 2011        | Moline            | Estados Unidos | iWireless Center                          | 6,788 / 7,200                   | $470,819    |
| 25 de junio de 2011        | Duluth            | Estados Unidos | AMSOIL Arena                              | 5,368 / 5,368                   | $414,132    |
| 5 de agosto de 2011        | Kelowna           | Canadá         | Prospera Place                            |                                 |             |
| 6 de agosto de 2011        | Victoria          | Canadá         | Save-On-Foods Memorial Centre             |                                 |             |
| 8 de agosto de 2011        | Edmonton          | Canadá         | Rexall Place                              | 9,400 / 11,600                  | $802,563    |
| 10 de agosto de 2011       | Spokane           | Estados Unidos | Spokane Veterans Memorial Arena           | 6,161 / 7,000                   | $412,369    |
| 11 de agosto de 2011       | Boise             | Estados Unidos | Taco Bell Arena                           |                                 |             |
| 13 de agosto de 2011       | San José          | Estados Unidos | HP Pavilion at San Jose                   | 8,484 / 9,000                   | $680,573    |
| 14 de agosto de 2011       | Fresno            | Estados Unidos | Save Mart Center                          | 6,231 / 7,000                   | $434,805    |
| 16 de agosto de 2011       | El Paso           | Estados Unidos | Don Haskins Center                        | 7,184 / 7,184                   | $536,474    |
| Latinoamérica - Etapa VIII |                   |                |                                           |                                 |             |
| 18 de agosto de 2011       | Monterrey         | México         | Arena Monterrey                           |                                 |             |
| 20 de agosto de 2011       | Ciudad de México  | México         | Auditorio Nacional                        | 46,342 / 47,102                 | $3,315,196  |
| 21 de agosto de 2011       | Ciudad de México  | México         | Auditorio Nacional                        | 46,342 / 47,102                 | $3,315,196  |
| 9 de marzo de 2012         | Ciudad de México  | México         | Auditorio Nacional                        | 46,342 / 47,102                 | $3,315,196  |
| 10 de marzo de 2012        | Ciudad de México  | México         | Auditorio Nacional                        | 46,342 / 47,102                 | $3,315,196  |
| 11 de marzo de 2012        | Ciudad de México  | México         | Auditorio Nacional                        | 46,342 / 47,102                 | $3,315,196  |
| 17 de marzo de 2012        | Santiago          | Chile          | Movistar Arena                            |                                 |             |
| 18 de marzo de 2012        | Santiago          | Chile          | Movistar Arena                            |                                 |             |
| 21 de marzo de 2012        | Rosario           | Argentina      | Salón Metropolitano                       |                                 |             |
| 22 de marzo de 2012        | Córdoba           | Argentina      | Orfeo Superdomo                           |                                 |             |
| 24 de marzo de 2012        | Buenos Aires      | Argentina      | Luna Park                                 |                                 |             |
| 25 de marzo de 2012        | Buenos Aires      | Argentina      | Luna Park                                 |                                 |             |
| 26 de marzo de 2012        | Buenos Aires      | Argentina      | Luna Park                                 |                                 |             |
| 31 de marzo de 2012        | Río de Janeiro    | Brasil         | HSBC Arena                                | 9,892 / 9,892                   | $951,660    |
| 1 de abril de 2012         | São Paulo         | Brasil         | Via Funchal                               | 4,978 / 4,978                   | $1,008,190  |